# Gandino
Gandino é uma comuna italiana da região da Lombardia, província de Bérgamo, com cerca de 5.651 habitantes. Estende-se por uma área de 29 km², tendo uma densidade populacional de 195 hab/km². Faz fronteira com Casnigo, Cazzano Sant'Andrea, Cerete, Clusone, Endine Gaiano, Leffe, Peia, Ponte Nossa, Ranzanico, Rovetta, Sovere.
Dela dependem os lugares (Frazione) de Barzizza e Cirano.

## Demografia
| Variação demográfica do município entre 1861 e 2011                               |
|                                                                                   |
| Fonte: Istituto Nazionale di Statistica (ISTAT) - Elaboração gráfica da Wikipedia |